# Badesi
Badesi là một đô thị ở tỉnh Sassari trong vùng Sardegna, có khoảng cách khoảng 200 km về phía bắc của Cagliari và cách khoảng 50 km về phía tây của Olbia. Tại thời điểm ngày 31 tháng 12 năm 2004, đô thị này có dân số 1.860 người và diện tích là 30,7 km².
Badesi giáp các đô thị: Trinità d'Agultu e Vignola, Valledoria, Viddalba.